# تسجيلات كرواتيا
تسجيلات كرواتيا (بالكرواتية: Croatia Records)‏ هي شركة تسجيلات كرواتية، تأسست في 1947، يقع مقرها في Dubrava, Zagreb County ‏.